# Liste der Baudenkmale in Bannockburn
Die Liste der Baudenkmale in Bannockburn umfasst alle vom New Zealand Historic Places Trust (NZHPT) als „Historic Place“ oder „Historic Area“ eingestuften Baudenkmale und Flächendenkmale der neuseeländischen Ortschaft Bannockburn. Die Angaben stammen aus dem Register des NZHPT. Die Bezeichnungen der Baudenkmale orientieren sich an diesem Register. In die Liste werden auch bekannte Wahi Tapu (Area), kulturell und religiös bedeutsame Stätten und Gebiete der Māori, aufgenommen. Sie werden jedoch meist nicht publiziert.

| Bild | Bezeichnung                            | Ort                | Anschrift                             | Beschreibung | Bauzeit         | Eintrag        | Nummer | Kat. |
| ---- | -------------------------------------- | ------------------ | ------------------------------------- | --- | --------------- | -------------- | ------ | ---- |
| BW   | Bannockburn Presbyterian Church        | Bannockburn        | Ecke 33 Hall Road / King Street Karte | Kirchengebäude | 1909            | 22. Juni 2007  | 2385   | 2    |
|      | Adams Gully Gold Battery Complex       | Bannockburn (Nähe) | Carrick Range                         | Stampfwerk, Staudamm und Hütte aus der Zeit des Goldrausches in Otago; NZ Archaeological Association Site F42/25          | n.a.            | 11. April 1985 | 5616   | 2    |
|      | Dam                                    | Bannockburn        |                                       | Erddamm aus der Goldgräberzeit; NZ Archaeological Association Site F41/73                                                 | 1868            | 10. April 1984 | 5611   | 2    |
| BW   | Kawarau Station Homestead and Woolshed | Bannockburn        | 847 Bannockburn Road Karte            | mehrere Farmgebäude und Wollschuppen                                                                                      | 1855–1860 (ca.) | 24. Juni 2005  | 7619   | 1    |
|      | Settlement                             | Bannockburn        |                                       | Siedlungsreste aus der Goldgräberzeit; NZ Archaeological Association Site F41/72                                          | 1865            | 10. April 1985 | 5610   | 2    |
|      | Sluice Workings                        | Bannockburn        |                                       | Spuren des Goldabbaues durch Ausspülen mit Wasser (Sluicing); Tunnel; NZ Archaeological Association Site F41/404, F41/601 | n.a.            | 10. April 1985 | 5612   | 2    |
| BW   | Ray Cottage                            | Bannockburn        | 49 Domain Road Karte                  | Wohnhaus | 1870er, frühe   | 14. April 2005 | 7594   | 2    |